# لیگ برتر هندبال زنان ایران ۱۳۸۹
لیگ برتر هندبال زنان ایران ۱۳۸۹ ششمین دوره  لیگ برتر هندبال زنان ایران  است که در ۱۶ دی‌ماه ۱۳۸۹ با شرکت ۸ تیم پرسپولیس، فولاد مبارکه سپاهان اصفهان، همای تهران، شهرداری کرمان، چیلان سازه سنه، هیئت هندبال فارس، هیئت هندبال هرمزگان و ذوب آهن اصفهان آغاز شد و ۶ خرداد ۱۳۹۰ با قهرمانی هیئت هندبال فارس به پایان رسید. تیم‌های پرسابقه ذوب آهن اصفهان و فولاد مبارکه سپاهان اصفهان نیز به‌ترتیب به مقام‌های دوم و سوم مسابقات رسیدند. تیم همای تهران در فروردین ماه ۱۳۹۰ منحل شد و از ادامه مسابقات لیگ برتر کناره‌گیری کرد. این تیم در نیم‌فصل نخست مسابقات بدون امتیاز در جایگاه هشتم ایستاد.

## رده بندی پایانی
| رتبه | تیم                        | امتیاز | صعود و سقوط |
| ---- | -------------------------- | ------ | ----------- |
| ۱    | هیئت هندبال فارس           | ۲۳     |             |
| ۲    | ذوب آهن اصفهان             | ۲۰     |             |
| ۳    | فولاد مبارکه سپاهان اصفهان | ۱۴     |             |
| ۴    | پرسپولیس                   | ۱۳     |             |
| ۵    | چیلان سازه سنه کردستان     | ۱۲     |             |
| ۶    | شهرداری شهر کرد            | ۶      |             |
| ۷    | هرمزگان                    | ۰      |             |